# Lygesis cylindricollis
Lygesis cylindricollis là một loài bọ cánh cứng trong họ Cerambycidae.